# Actor sequitur forum rei
Actor sequitur forum rei è un brocardo latino che significa letteralmente "l'attore deve rispettare il foro del convenuto".
Si riferisce al fatto che una persona che vuole introdurre una causa presso un tribunale deve scegliere il tribunale giusto, cioè il foro competente. La persona che introduce la causa si chiama attore, mentre la persona chiamata in giudizio si chiama convenuto.
Una delle regole per stabilire la competenza del tribunale è il "foro del convenuto", cioè il luogo in cui il convenuto ha la residenza o il domicilio.
L'articolo 18 del Codice di procedura civile italiano recita:
(c.p.c., art. 18)